# Palaeoniscum freieslebeni
Palaeoniscum freieslebeni, deutsch manchmal als „Kupferschiefer-Hering“ bezeichnet, ist eine fossile, ausgestorbene Art der Knochenfische, die im Zechstein Europas (Formation des Perm, heute nach internationaler Terminologie zum Wuchiapingium gerechnet) gefunden wird.

## Beschreibung
Die Art erreichte eine Körperlänge von meist 10 bis 20 Zentimeter, einzelne Exemplare bis zu 40 Zentimeter. Funde unter 10 cm sind sehr selten. Wie viele verwandte Arten besaß er einen langgestreckten Körper mit heterocerker Schwanzflosse, der von rhombischen, in Reihen sitzenden Schuppen bedeckt war. Diese Ganoidschuppen, oder auch Schmelzschuppen, mit einem komplexen inneren Kanalsystem, von kleinen Poren bedeckter Oberfläche und Dentin-Einlagerungen saßen bei der Art zwischen dem Supracleithum (einem Knochen des Schultergürtels) und der Basis der Schwanzflosse in 68 bis 70 diagonalen Reihen. Sie bildeten einen verstärkten Hautpanzer aus, der beim Fossil meist auffallender und besser erhalten ist als das eigentliche Skelett. Gelegentlich ist er fossil durch Kupferminerale vererzt. Merkmale der Art sind: Parietale (ein Schädelknochen) quadratisch, Frontale sehr groß und hinten schmaler als vorn, mit deutlich abgesetztem seitlichen Fortsatz, die Interfrontalsutur gebogen. Der Kiemendeckel groß und zweimal so hoch wie breit, ohne Antoperculare, das Suboperculare vorn merklich niedriger als hinten. Branchiostegalstrahlen (vgl. Branchiostegalapparat) etwa zehn oder elf. Oberkiefer mit einer Reihe schmaler, kegelförmiger Zähne. Unterkiefer mit zwei Sorten verschieden großer Zähne, die nicht fangzahnartig verbreitert sind. Flossenstrahlen der Brustflossen (Pectorale) von ihrer Basis an verzweigt.
Die Art ist nach dem Habitus und der äußeren Gestalt nur schwer von den teilweise sehr ähnlichen verwandten Arten zu unterscheiden. Innerhalb der Gattung Palaeoniscum wurden zahlreiche, oft unzureichend beschriebene Arten beschrieben, von denen die meisten heute anderen Gattungen zugeordnet worden sind. Zeitweise diente sie als Schubladentaxon, in die zahlreiche habituell ähnliche Arten unklarer verwandtschaftlicher Beziehung einsortiert wurden. Da die Gattung lange Zeit nicht revidiert worden ist, ist die Abgrenzung zu einer Reihe ähnlicher Arten unsicher.

## Geschichte
Palaeoniscum hat seit Jahrhunderten die Aufmerksamkeit von Sammlern, Naturforschern und Wissenschaftlern erhalten, da die fossilen Fische in großen Mengen beim Bergbau auf Kupferschiefer im Liegenden der salinaren Zechsteinserien anfielen. Sie gehört daher zu den frühesten wissenschaftlich erforschten fossilen Fischarten überhaupt, die immer wieder beschrieben und abgebildet wurde. Johann Carl Freiesleben, nach dem die Art benannt wurde, fasste 1815 die Geschichte zusammen: (S. 154–155): „Versteinerungen: Von jeher zog der Kupferschiefer durch die so häufig in ihm vorkommenden Versteinerungen (besonders von Fischen) die Aufmerksamkeit der der Naturforscher auf sich. Schon Mineralogen des sechszehnten Jahrhunderts, ein Mathesius, Agricola, Albinus, Kentmann, Valerius Cordus und Spangenberg gedenken ihrer; späterhin aus dem siebenzehnten und achtzehnten Jahrhunderten besonders Becher, Münster, Brunner (oder Alberti), Irenäus, Stephani, Mylius, Büttner, Brückmann, Kräutermann, Scheuchzer, Leibnitz und Ritter. Die Versteinerungen aus den Hessischen Kupferschiefern hat vornämlich Wolfarth, so wie die aus den Mansfeldischen Zückert, Faupl und Meinicke beschrieben; die vollständigsten Nachrichten von letztern aber danken wir einem ehemaligen Vorsteher der Kupferkammerhütte bey Hettstädt, Hoffmann.“
In der Liste fehlen andere, bekannte Naturforscher, die ebenfalls die Kupferschieferfische beschreiben. Zückert beschreibt den Fisch als Barsch (S. 200). Der Meinung ist auch Gmelin, der Übersetzer und Herausgeber der Werke von Carl von Linné, der auch eine Abbildung publizierte (Tafel VII, Fig. 90, Barsch, bei Eisleben).

## Taxonomie
Die Originalbeschreibung durch Blainville 1818 erfolgte nach Exemplaren aus dem Mansfelder Revier im Harzvorland, Blainville benannte sie zu Ehren von Johann Carl Freiesleben, Bergkommissionsrat der mansfeldischen Bergwerke und später Berghauptmann des Landes Sachsen. Louis Agassiz beschrieb die Gattung im zweiten Band seines monumentalen Werks „Recherches sur les Poissons Fossiles“ unter dem Namen Palaeoniscus neu und änderte dabei den Artnamen von der ursprünglichen Schreibung freieslebenense in freieslebeni. Die Art war danach lange Zeit als Palaeoniscus freieslebeni Agassiz in der wissenschaftlichen Literatur aufgeführt. David Starr Jordan änderte im Jahr 1917 den Gattungsnamen (als vermutete Falschschreibung) zurück in Palaeoniscum, ließ aber den veränderten Artnamen bestehen, diese Schreibung ist heute üblich. In zahlreichen Publikationen ist die Art aber weiterhin unter dem von Agassiz vergebenen Namen Palaeoniscus freieslebeni zu finden.
Palaeoniscum freieslebeni gehört zu den „niederen“ Strahlenflossern oder auch „Schmelzschuppern“, einer heterogenen Gruppe meist ausgestorbener und nur fossil erhaltener Fische, von denen nur wenige Reliktgruppen wie die Knochenganoiden, Störe und Flösselhechte bis in rezente Zeit überlebt haben. Ursprünglich als Ordnung Ganoidei aufgefasst, wurde bald klar, dass es sich nicht um eine monophyletische Gruppe handelt. Die fossilen Vertreter werden heute oft in einer Ordnung Palaeonisciformes zusammengefasst, wobei aber auch deren Monophylie zweifelhaft ist. Vermutlich handelt es sich nicht um eine geschlossene Abstammungsgemeinschaft (ein Klade), sondern um eine „Grade“, eine Gruppe untereinander nicht näher verwandter Stammgruppen-Vertreter, die den modernen Vertretern graduell immer ähnlicher geworden sind und demnach unterschiedlich eng mit diesen verwandt sind. Oft werden sie deshalb nur noch als Formtaxon (Palaeoniscoide oder Palaeoniscimorphe) aufgefasst. Folgt man den Resultaten, ist Palaeoniscum freieslebeni näher mit den „modernen“ Strahlenflossern als mit den Knorpelganoiden verwandt.
Die Vorfahren der Gattung sind vom Süßwasser in marine Salzwasser-Lebensräume übergegangen.

## Funde

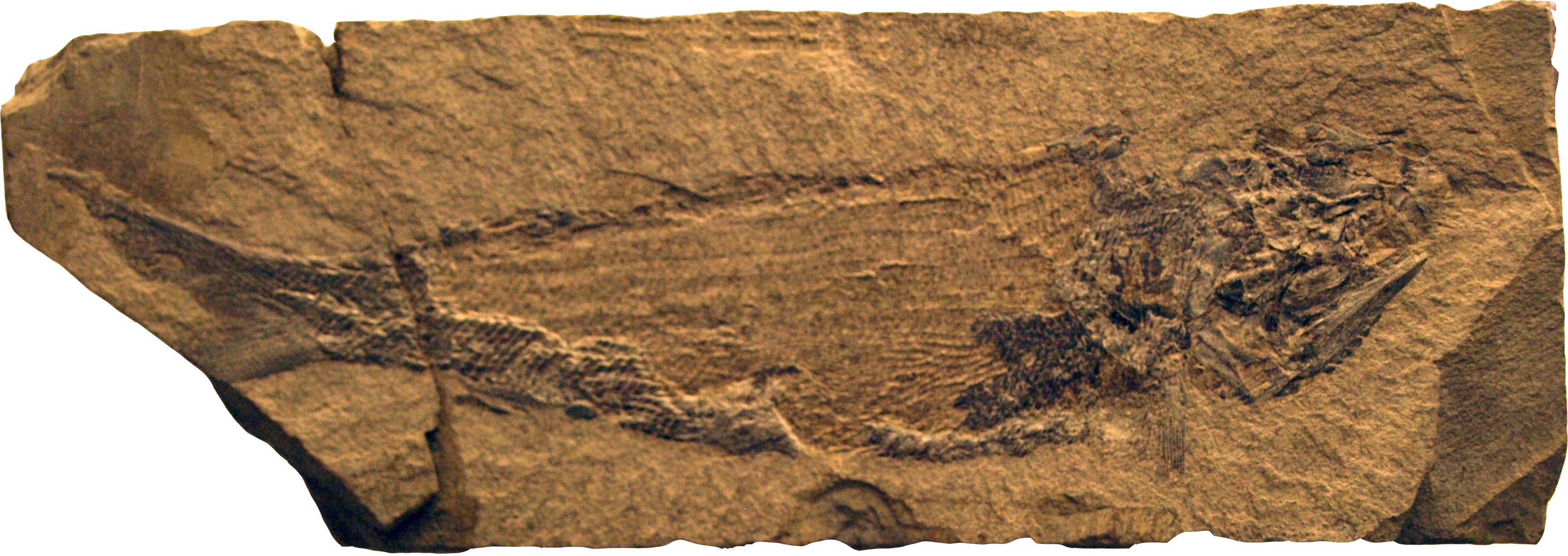
Palaeoniscum freieslebeni aus Durham (England)

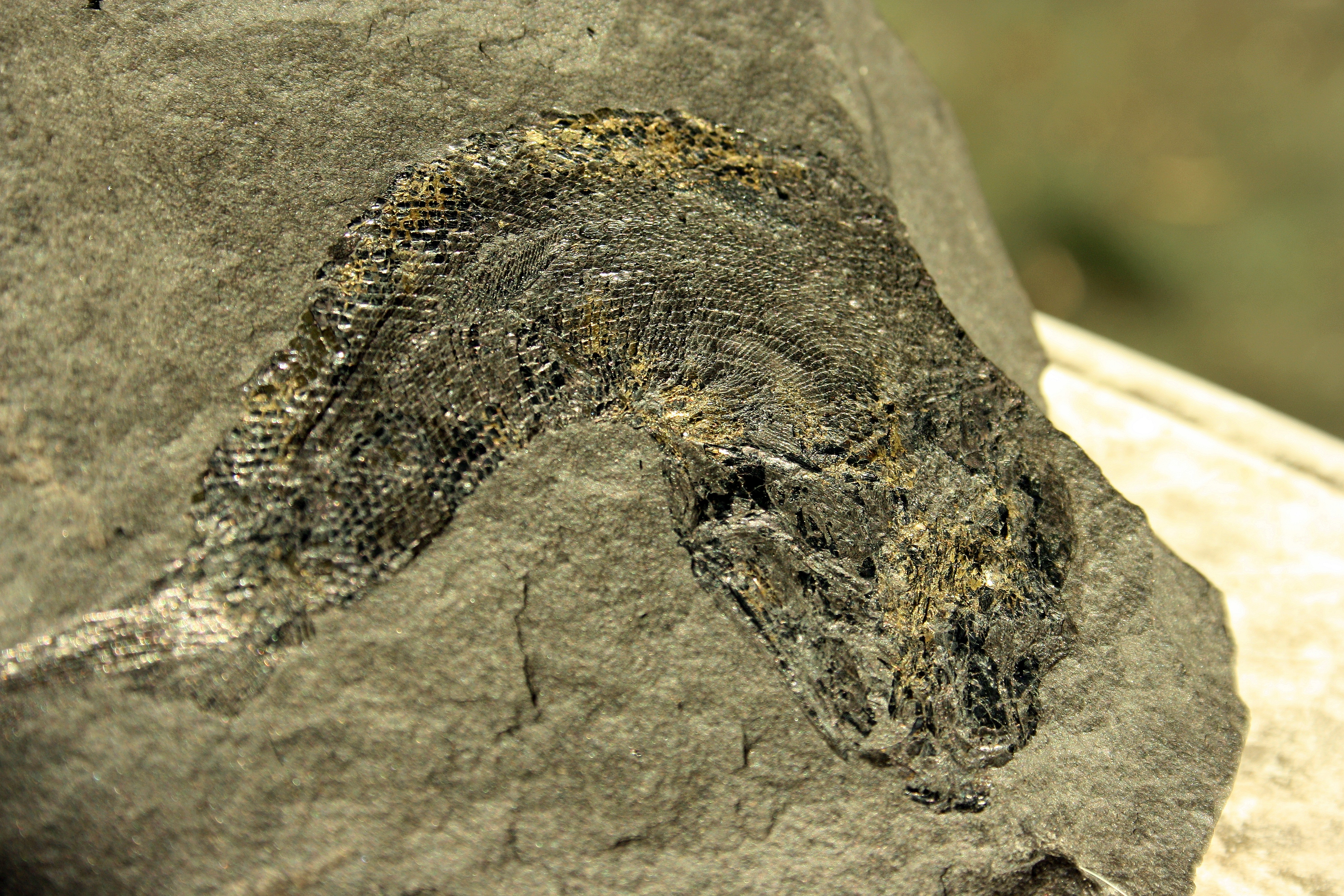
Vererztes Fossil von Palaeoniscum freieslebeni aus Sangerhausen (Sachsen-Anhalt)

Die Art gehört im Kupferschiefer zu den häufigsten Fischfossilien überhaupt und gilt als Leitfossil des Kupferschiefers. Sie ist in allen Kupferschiefer-Lagerstätten die häufigste Fischart, im nordhessischen Richelsdorfer Gebirge gehören sogar etwa 90 Prozent aller fossilen Fische dieser Art an. Umfangreiche Funde liegen auch aus dem Kupferschiefer des Südharzes bei Osterode (beim Bau des Butterbergtunnels), bei Walkenried, bei Neustadt, Sangerhausen und in der Mansfelder Mulde im Ostharz in Eisleben und Mansfeld. Weitere Funde stammen aus entsprechenden Lagerstätten des europäischen Zechsteinbeckens, von Legnica (Liegnitz), Polen im Osten bis Durham, Nordengland, im Westen. Während die meisten Funde der Art von Bergehalden des Kupferschiefer-Bergbaus vorliegen, sind andere Funde rar. Bemerkenswert ist etwa ein gezielt ergrabener Aufschluss im Natur- und Geopark TERRA.vita, bei Hasbergen nahe Osnabrück.
Zur Lebenszeit der Fischart war das mitteleuropäische Perm-Becken ein stagnierendes Flachmeer. Die in der sauerstoffhaltigen Oberflächenschicht lebenden Fische sanken bei ihrem Tod in das sauerstofflose und schwefelwasserstoffreiche (anärobe) Bodenwasser ab, wo sie der Verwertung durch Aasfresser entzogen waren. Daher die überaus gute Erhaltung dieser Fische.
Im Jahr 2014 wurden neue Funde der Art aus der Türkei publiziert. Sie wurden im Südosten des Landes bei Çukurca in der Provinz Hakkâri ursprünglich bei der Erdölprospektion entdeckt und von 2009 an genauer erforscht. Auch hier lagen die Fossilien in einem schwarzen feinkörnigen Schiefer ähnlicher Zeitstellung.